# Fornkristen konst

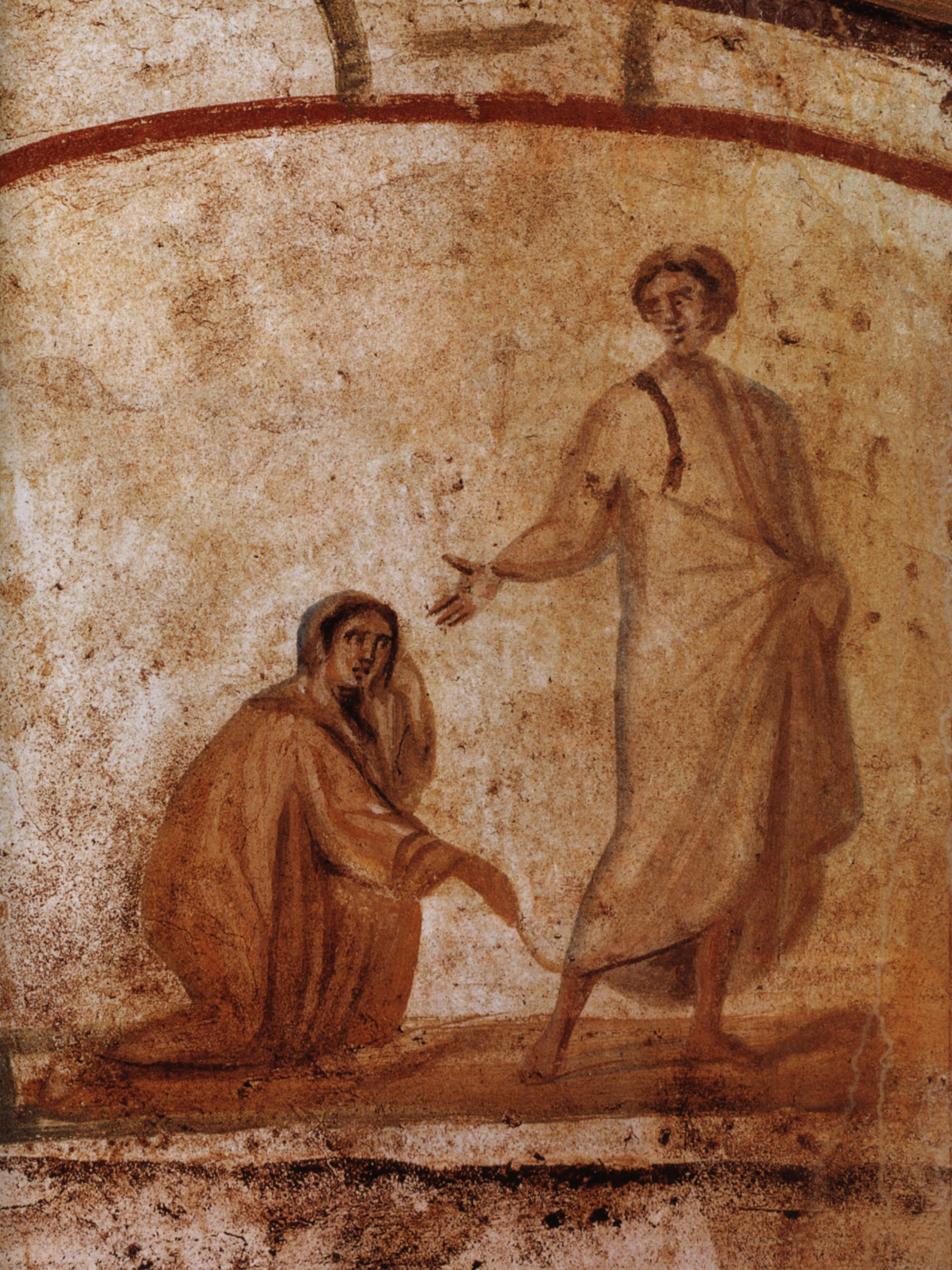
Jesus botar den blödande kvinnan. I romerska katakomberna 300 - 350.

Fornkristen konst eller gammalkristen konst brukar man kalla den konst med kristet innehåll som växte fram i de tidigt kristnade områdena kring Medelhavet under de första århundradena e. Kr.: Syrien med Palestina, Alexandria med delar av Nordafrika, Rom och Konstantinopel (nuvarande Istanbul). Dess blomstringtid inföll på 300-talet under kejsar Konstantin den store då kristendomen blev statsreligion i det romerska riket.

## Bildkonst
I likhet med förhållandet avseende den fornkristna plastiken, måste man beträffande denna tids målarkonst också ta sig ned i katakomberna för att finna dess början. Av de väggmålningar som fanns där tog den nya läran sitt konstnärliga uttryck. I valv, nischer, kapell och gravvårdar gjordes redan tidigt bildprydnader i enkelt, lätt och flyktigt utfört väggmåleri. Till en början kopierade man antiken, med den skillnaden, att kristna tecken och bilder framställdes i stället för de hedniska. Särskilt rika på sådana verk är San Calistos och Santa Agneses katakomber.
Den fornkristna konsten inspirerades dels av den realistiska konsten i det grekisk-romerska kulturområdet, dels av Främre Orientens konst som alltid haft mer abstrakta drag. Utmärkande är det intima samarbetet mellan arkitektur och bildkonst, vilket kom att leva vidare i den medeltida kyrkokonsten. Mycket tidigt fixerades även bildernas innehåll och deras placering i kyrkorummet för framtiden.

## Arkitektur
Den kristna kyrkobyggnaden fick sin grundläggande utformning under fornkristen tid. Basilikan har förebilder från både Orienten och Rom. Sin klassiska utformning med valv och västtorn fick den i Syrien, varifrån typen spreds till Västeuropa med munkar som flydde undan araberna på 600- och 700-talen.
I Rom byggdes redan på 300-talet mäktiga femskeppiga basilikor, såsom den första Peterskyrkan och den ännu välbevarade Santa Maria Maggiore. Centralkyrkan, ofta kupoltäckt, leder troligen sitt ursprung till Främre Orienten. Bäst bevarad är San Giovanni in Fonte i Ravenna.
Skulpturer av någon betydelse finns endast i Italien, där de är koncentrerade till sarkofagernas reliefer och har antika förebilder.

## Mosaiker
Mosaikkonsten utvecklades under kristendomens första århundraden till en stor och självständig konstart, vilken senare skulle nå sitt högsta uttryck i den bysantinska konsten.
Från 300-talet finns flera praktfulla väggmosaiker i Rom, bl. a. i Santa Maria Maggiore, Santa Constanza och Santa Prudentiana. Ett av de förnämsta verken inom denna konstgren är mosaikerna på triumfbågen i San Paolo i Roma.

## Miniatyrer
Vid sidan av den fornkristna tidens stora monumentala verk uppträder en rad verk av den "lilla konsten", bland vilka miniatyrerna i pergamentskrifterna intar en framstående plats. Sådana finnas i den i Vatikanen befintliga, 9,5 meter långa pergamentrullen med framställningar ur Josuas levnad, de första åtta böckerna av Gamla testamentet, manuskriptet till Genesis i Wien samt den italienska evangeliehandskriften i Stockholm, med flera.